# Markkina
Markkina (Samisch: Markan) is een gehucht zo'n 10 km ten noorden van Kaaresuvanto in de Finse gemeente Enontekiö.
Het gehucht is alleen te bereiken via de E8 en ligt op de zandachtige oevers van de onbevaarbare Könkämärivier. Er ligt een vakantiekamp bij, dat dienstdoet als vertrek/eindpunt/overnachtingsplaats van wandelaars, wildwaterkanoërs en rafters.
Schuin aan de overzijde van de rivier ligt het net zo kleine Zweedse Maunu; je moet tussen de dorpen ca. 20 km afstand overbruggen, doordat de enige oeververbinding ter plaatse Kaaresuvanto/Karesuando is.
Hoofdplaats: Hetta

Dorpen: Äijäjoki · Jatuni · Kaaresuvanto · Kantola · Kelottijärvi · Ketomella · Kilpisjärvi · Kultima · Kuttanen · Leppäjärvi · Luspa · Markkina · Maunu · Muotkajärvi · Näkkälä · Nartteli · Nunnanen · Palojärvi · Palojoensuu · Pättikkä · Peltovuoma · Pousujärvi · Raittijärvi · Ropinsalmi · Saarikoski · Saivomuotka · Sonkamuotka · Vähäniva · Vuontisjärvi · Ylikyrö

Aanduiding: Kivilompolo